# Club Sportif Sedan Ardennes
O Club Sportif Sedan Ardennes é um clube de futebol francês sediado da cidade de Sedan. Atualmente, a equipe participa da sexta divisão do Campeonato Francês.

## História
O clube foi fundado em 1919 por Marcelo Schmidt com o nome de I'Union Athlétique Sedan-Torcy. Na temporada de 1956 atinge pela primeira vez a série principal do futebol francês e vence também a Copa da França. No ano de 1966 funde-se com RC Paris e passa a  chamar-se RC Paris-Sedan. Em 1970 troca para Club Sportiff Sedan Ardennes. Durante a temporada 1974/1975 utiliza o nome CS Sedan Mouzon.

## Títulos
| NACIONAIS | NACIONAIS            | NACIONAIS | NACIONAIS         |
|           | Competição           | Títulos   | Temporadas        |
| --------- | -------------------- | --------- | ----------------- |
| França    | Copa da França       | 2         | 1955–56 e 1960–61 |
|           | Supercopa da França  | 1         | 1956              |
| França    | Ligue 2              | 1         | 1954–55           |
| França    | Championnat National | 2         | 1950–51 e 1990–91 |